# Île Bizard
Île Bizard  è un'isola canadese appartenente all'arcipelago Hocelaga, in Québec. L'isola è separata dal resto dell'arcipelago dal Rivière des Prairies tranne che da ovest, dove si affaccia sul Lac des Deux Montagnes.
All'interno dell'isola era locato un comune chiamato L'Île-Bizard, ora inglobato dalla città di Montréal come parte del borough L'Île-Bizard–Sainte-Geneviève.